# Сидоров, Виктор Иванович
Виктор Иванович Сидоров (род. 1930 год, село Никулино, Николаевский район, Средневолжский край) — шахтёр, бригадир забойщиков Киргизского горнорудного комбината Министерства среднего машиностроения СССР, гор. Кара-Балта Киргизской ССР. Герой Социалистического Труда (1971).

## Биография
Родился в 1930 году в крестьянской семье в селе Никулино Николаевского района (ныне — Ульяновская область).
Трудовую деятельность начал в 1946 году. В 1951 году окончил горнопромышленную школу, после которой трудился на Киргизском горнорудном комбинате по обработке ураносодержащих руд. Работал проходчиком, бригадиром забойщиков.
Бригада Виктора Сидорова досрочно выполнила задания восьмой пятилетки (1966—1970). Указом Президиума Верховного Совета СССР от 26 апреля 1971 года «за большие успехи, достигнутые в выполнении пятилетнего плана по выпуску специальной продукции, внедрению новой техники и передовой технологии» удостоен звания Героя Социалистического Труда с вручением ордена Ленина и золотой медали «Серп и Молот».
С 1977 года — слесарь на гидрометаллургическом комбинате Киргизского горнорудного комбината.
В 1987 году вышел на пенсию.
Награды
- Герой Социалистического Труда
- Орден Ленина
- Орден «Знак Почёта»
- Знак «Шахтёрская слава» 3 степени